# 4104 Alu
4104 Alu este un asteroid din centura principală, descoperit pe 5 martie 1989 de Eleanor Helin.